# Class of '07
Class of '07 é uma série de televisão australiana  de comédia criada por Kacie Anning e estrelada por Emily Browning, Megan Smart e Caitlin Stasey. Estreou no Prime Video em 17 de março de 2023.

## Enredo
Uma onda de maré apocalíptica atinge durante a reunião de 10 anos de uma escola de ensino médio só para meninas. O grupo tem que encontrar uma maneira de sobreviver no pico da ilha de seu antigo campus do ensino médio, enquanto lida com o antigo drama do ensino médio.

## Elenco
- Emily Browning como Zoe Miller
- Megan Smart como Amelia Collins
- Caitlin Stasey como Saskia Van Der Beek
- Claire Lovering como Genevieve Tuke
- Emma Horn como Renee Williams
- Steph Tisdell como Phoebe Stewart
- Sana'a Shaik como Teresa Almas (nee Al'Amin)
- Rose Flanagan como Laura Cunningham
- Chi Nguyen como Megan Vu
- Bernie Van Tiel como Tegan Florres
- Sarah Krndija como Sandy Cooper-Reid
- Debra Lawrance como Irmã Bicky
- Rosaleen Cox como Sarah K
- Julia Savage como Zoe (jovem)
- Holly Simon como Amelia (jovem)
- Shay Cohen como Saskia (jovem)

## Episódios
| Temporada | Temporada | Episódios | Episódios | Originalmente lançado |
| --------- | --------- | --------- | --------- | --------------------- |
|           | 1         | 8         | 8         | 17 de março de 2023   |

| N.º | Título                                           | Dirigido por | Escrito por    | Exibição original   |
| --- | ------------------------------------------------ | ------------ | -------------- | ------------------- |
| 1 | "Bird Shit" "Titica de Passarinho" (BR)          | Kacie Anning | Kacie Anning   | 17 de março de 2023 |
| Após ser dispensada em rede nacional, Zoe tenta viver fora das manchetes até que estranhos eventos climáticos a fazem procurar terrenos mais altos em seu antigo colégio, onde encontra sua própria reunião de 10 anos de formatura a todo vapor.    |                                                  |              |                |                     |
| 2 | "Pancake Rage" "Surto da Panqueca" (BR)          | Kacie Anning | Kacie Anning   | 17 de março de 2023 |
| As garotas percebem que estão presas no colégio Ridhe Heights e bolam um plano para sobreviver. |                                                  |              |                |                     |
| 3 | "Dumb Dumbs" "Idiotas em Dobro" (BR)             | Kacie Anning | Kacie Anning   | 17 de março de 2023 |
| Ameaçadas pela fome, Amelia comanda um grupo de mulheres na redescoberta da eletricidade; a turma cava grandes fossas enquanto Genevieve descobre seu banheiro secreto; Phoebe ameaça Saskia com uma descoberta preocupante.                         |                                                  |              |                |                     |
| 4 | "Soul-Crushing-Cycle" "Destruindo Almas" (BR)    | Kacie Anning | Romina Accurso | 17 de março de 2023 |
| As garotas começam a energizar a escola sob a liderança implacável de Saskia; Zoe sai em busca de uma nova melhor amiga para ocupar o lugar de Amelia; Saskia luta com seus monstros interiores causados pelas lembranças dolorosas de Ridge Height. |                                                  |              |                |                     |
| 5 | "The People Vs Saskia" "O Povo vs Saskia" (BR)   | Kacie Anning | Romina Accurso | 17 de março de 2023 |
| Genevieve leva Saskia a julgamento pelos seus crimes; Zoe se vê em apuros quando Amelia concorda em defender Saskia; Phoebe e Renee se unem pela paixão aos dramas de tribunais; Tegan e Megan tentam exorcizar o fantasma da Irmã Bicky.            |                                                  |              |                |                     |
| 6 | "Utopia" "Utopia" (BR)                           | Kacie Anning | Kacie Anning   | 17 de março de 2023 |
| Trancadas e com intoxicação alimentar durante uma tempestade torrencial, a turma começa a curar suas feridas da adolescência; as garotas abrem as cartas da cápsula do tempo que escreveram para suas versões do futuro.                             |                                                  |              |                |                     |
| 7 | "Party Like it's 1999" "De Volta para 1999" (BR) | Kacie Anning | Gretel Vella   | 17 de março de 2023 |
| Como consequência do retorno vingativo de Sandy, Zoe deve impedir Amelia de levar o grupo a uma festa hedonista do fim do mundo; a turma descobre que existe vida fora de Ridge Heights; Sandy planeja sequestrar Teresa.                            |                                                  |              |                |                     |
| 8 | "The Tribe Has Spoken" "A Voz do Povo" (BR)      | Kacie Anning | Kacie Anning   | 17 de março de 2023 |
| Como em um reality show, o grupo decide fazer uma votação para sacrificar uma das garotas para que o resto do grupo sobreviva. Megan é escolhida por conta de sua falta de habilidades de sobrevivência.                                             |                                                  |              |                |                     |

## Produção
A série foi anunciada pela primeira vez em 18 de maio de 2021. Em 13 de dezembro de 2021, foi revelado que a produção havia começado na Austrália, através da Matchbox Pictures, estrelada por Emily Browning, Caitlin Stasey e Megan Smart. Filmada nos arredores de Sydney, a série de comédia totalmente feminina foi criada, escrita e dirigida por Kacie Anning.

## Lançamento
Todos os oito episódios foram lançados em 17 de março de 2023 na Prime Video.

## Recepção
Anna Govert, do Paste, chamou a série de "um exame brutal e cru da feminilidade e dos efeitos colaterais do ensino médio, uma carta de amor para amizades femininas e um bom momento atrevido e barulhento para arrancar". Katie Cunningham, do The Guardian, deu 3 de 5 estrelas, chamando o elenco de "exteiramente charmoso" e concluindo que a série "encontra seu ritmo à medida que avança". A série recebeu 100% aprovação da crítica no Rotten Tomatoes.